# Abídico

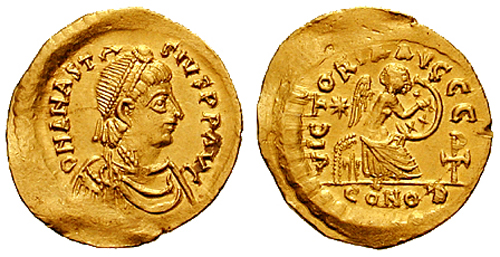
Semisse do imperador r.

Abídico (em grego: Αβυδικός; romaniz.: Abydikós) foi um oficial administrativo do Império Bizantino responsável por controlar a navegação imperial. O termo derivou de Abidos, uma importante cidade imperial no Helesponto, e originalmente designou o inspetor do tráfego marítimo através da região. Segundo Hélène Ahrweiler, provavelmente seria um sucessor do arconte ou conde do estreito (em grego: κόμης/άρχοντες τον Στενών; romaniz.: kómes/árchontes ton Stenón) ou de Abidos, que é citado em um édito do imperador Anastácio I Dicoro (r. 491–518), na obra de Procópio de Cesareia e em outras fontes.
Em data posterior, o termo adquiriu uma conotação mais genérica, e abídicos são atestados mediante evidências sigilográficas em Salonica, Amiso, Crepos e Euripo. Sua função era equivalente a do comerciário, tendo ele inclusive desempenhado função militar como parte do pessoal do drungário da frota, sendo por vezes um substituto do conde. Eles permanecem sendo atestados nas fontes até o século XI. Ainda discute-se se é possível associá-lo ao parafílax de Abidos frequentemente mencionado em fontes do período.